# Yuma Yuma
Yuma Yuma (russisch Юма Юма ‚Juma Juma‘; geb. 1972), bekannt als Yuma, ist eine turkmenische Psychotherapeutin und LGBTQ-Aktivistin. Sie wurde in Russland bekannt, nachdem sie zusammen mit ihrer lesbischen Familie in einem Werbespot der Supermarktkette VkusVill aufgetreten war.

## Biographie
Yuma wurde zur Aktivistin für LGBT-Rechte, nachdem die russische Duma und die Föderationsversammlung im Juni 2013 das Anti-LGBT-Gesetz [Zum Schutz der Kinder vor Informationen, die eine Ablehnung traditioneller Familienwerte befürworten] verabschiedet und Präsident Wladimir Putin dieses durch seine Unterschrift in Kraft gesetzt hatte. Sie leistete psychologische Hilfe für Mitglieder der LGBT-Gemeinschaft in Tschetschenien, wo es nach eigenen Angaben 2017 und 2018 zu Folterungen durch die russische Polizei gekommen war. Sie unterstützte auch LGBT-Veranstaltungen in Russland.
Am 30. Juni 2021 wurde auf der Website von VkusVill die Werbung „Rezepte für eine glückliche Familie“ veröffentlicht, in der Familien beschrieben wurden, die Produkte in der Supermarktkette kaufen. Sie zeigt die Geschichte einer LGBT-Familie, die im Runet polarisierende Reaktionen hervorrief. In einigen Medien wurde hervorgehoben, dass das Unternehmen erstmals in seiner Geschichte die LGBT-Bewegung unterstützt hatte. Nachdem der Vorgang jedoch auch in ultrakonservativen Telegram-Kanälen verbreitet wurde, wurde dort die Forderung nach einem Boykott von VkusVill erhoben. Yuma und ihre Familienangehörigen wurden im Internet bedroht, auch mit körperlicher Gewalt, Vergewaltigung und Tötung. Außerdem wurde die Privatadresse im Internet veröffentlicht.
Die Geschäftsführung von VkusVill nahm den Werbespot von ihrer Website und aus den sozialen Netzwerken und entschuldigte sich für ihren Fehler. Yuma ging im August 2021 aufgrund der bedrohlichen Situation mit ihrer Partnerin Zhenya nach Spanien ins Exil, begleitet von ihren beiden Töchtern und ihrem Enkelkind. Die Familie ließ sich in Barcelona nieder und erklärte, Asyl beantragen zu wollen.

## Auszeichnung
- 2021 Aufnahme in die Liste der 100 Frauen der BBC[1]